# Josef Kudláček (podnikatel)

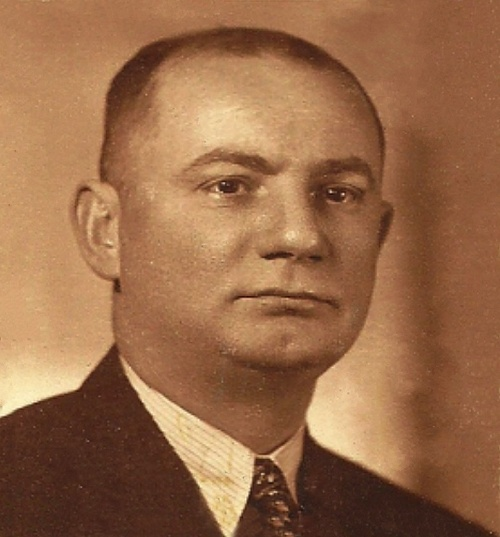
Jeho vnuk Jaroslav Mráz

Josef Kudláček (1830 Borohrádek – 1909 Choceň) byl český průmyslník, konstruktér a strojírenský podnikatel, člen Sokola, zakladatel a majitel strojírny vyrábějící uzenářské a řeznické stroje, vůbec prvního závodu svého druhu v českých zemích. Podnik se posléze stal základem průmyslového podniku Jaroslava Mráze, první československé firmy vyrábějící chladicí zařízení a pozdější letecké továrny Beneš-Mráz.

## Život

### Mládí
Narodil se v Borohrádku, po vychození obecné školy se vyučil. Poté se roku 1858 usadil v Chocni, kde v městské části Zámostí zakoupil dům č. 193 a zařídil si zde dílnu na výrobu kávových mlýnků, jakožto vůbec první strojírenský podnik ve městě.

### Strojírenský závod
V 60. letech 19. století pak začal s výrobou řeznických strojů, jako např. nože, mechanické kráječe, mlýnky na maso apod. Jednalo se o vůbec první závod v českých zemích zabývající se výrobou tohoto sortimentu. Podnik se v době rozvíjející se průmyslové revoluce zdárně rozvíjel, v 70. letech tak byla k dílne přistavena také malá slévárna, další rozšíření areálu následovalo 80. v 90. letech. Autorem přístaveb továrny byl stavitel Josef Pacovský. Mj. se podnik specializoval na strojní vybavování městských jatek, např. v Chocni, Písku, Domažlicích, Sušici, Rokycanech, Benešově, Mělníku, Mnichově Hradišti, Náchodě, Kostelci nad Orlicí, Králíkách, Ústí nad Orlicí, Litomyšli a dalších. Firma vystavovala své produkty též na Zemské jubilejní výstavě roku 1891, kde byla oceněna bronzovou medailí.
Okolo roku 1900 předal Kulhánek vedení podniku svému synovi Josefu Kulhánkovi mladšímu a svému zeti Štěpánu Mrázovi. Pod jejich vedením byla výroba posléze rozšířena i o další strojírenskou výrobu.
Rovněž byl činný ve spolkovém životě ve městě: mj. působil jako pokladník choceňské jednoty Sokola.

### Úmrtí
Josef Kudláček zemřel roku 1909 ve věku 78 nebo 79 let. Pohřben byl v rodinném hrobě na Městském hřbitově v Chocni.

### Po smrti
Provoz podniku pak roku 1918 převzal Kudláčkův vnuk Jaroslav Mráz. Ten firmu po vzniku Československa přeorientoval na výrobní závod chladicích zařízení a posléze též leteckou továrnu Beneš-Mráz.